# 2023년 월드 시리즈
2023년 메이저 리그 베이스볼(MLB) 우승 결정전인 월드 시리즈는 10월 27일부터 11월 2일에 걸쳐 총 5경기가 개최되었다. 텍사스 레인저스가 애리조나 다이아몬드백스를 상대로 4승 1패로 창단 62년만에 통산 첫번째 우승을 차지했다. MVP는 코리 시거가 선정되었다.

## 같이 보기
- 2023년 일본 시리즈
- 2023년 한국시리즈